# ایستگاه متروی برج میلاد تهران
ایستگاه مترو برج میلاد تهران یکی از ایستگاه‌های خط ۷ مترو تهران است. این ایستگاه ۲۶ آبان ۹۹ به صورت آزمایشی و در ۲۷ آذر ۹۹ به صورت رسمی افتتاح شد. همچنین از عمیق‌ترین ایستگاه‌های مترو است.
از مهم‌ترین مراکزی که در نزدیکی این ایستگاه از مترو تهران قرار دارند میتوان به برج میلاد و مرکز نمایشگاهی برج میلاد (استودیو خندوانه)، دانشگاه علوم پزشکی ایران، بیمارستان میلاد و سازمان انتقال خون اشاره کرد.